# Симфонічний оркестр Сан-Франциско
37°46′40″ пн. ш. 122°25′14″ зх. д. / 37.77764715° пн. ш. 122.42045846134° зх. д.
Симфонічний оркестр Сан-Франциско (англ. San Francisco Symphony, часто скорочується як SFS) — симфонічний оркестр, найбільший симфонічний колектив у місті Сан-Франциско.

## Історія
Датою створення оркестру вважають 1911 рік — 13 концертів першого сезону (1911—1912 років) проходили під керівництвом Генрі Гедлі. Важливими сторінками в історії оркестру стали роки під керівництвом П'єра Монте, який відновив колектив у 1935 році після того, як попередній сезон було повністю скасовано через фінансові труднощі, а також поява в 1963 році на чолі оркестру Йозефа Кріпса, який повернув музикантам дисципліну та впевненість, особливо в німецькому репертуарі. З 1995 року головний диригент оркестру Майкл Тілсон Томас. Завдяки йому, крім симфонічної музики класико-романтичного періоду, яка утворює основу репертуару SFS, в тематичні програми також часто включається музика XX—XXI століть, у тому числі написана в авангардних техніках. На спеціальне замовлення SFS музику писали різні композитори, особливо багато Джон Адамс. Під егідою SFS у Сан-Франциско з 2000 року (нерегулярно) проводиться фестиваль музики США «American Maverics».
До сучасної організаційної структури SFS також входять Молодіжний симфонічний оркестр Сан-Франциско та Симфонічний хор Сан-Франциско. Базовим концертним майданчиком SFS є Симфонічна зала ім. Луїзи Дейвіс (Дейвіс-Голл). Оркестр має власну торгову марку SFS Media, під якою випускає аудіо- та відеозаписи.

## Приміщення
Базовим концертним майданчиком SFS є Симфонічна зала ім. Луїзи Дейвіс (Louise M. Davies Symphony Hall). Раніше симфонічний оркестр використовував розташований поруч Військовий меморіальний оперний театр Сан-Франциско з Оперою і Балетом.

## Керівники оркестру
- Генрі Гедлі (1911—1915)
- Альфред Герц (1915—1930)
- Безіл Камерон та Ісай Добровейн (1930—1934)
- П'єр Монте (1935—1952)
- запрошені диригенти (1952—1954)
- Енріке Горда (1954—1963)
- Йозеф Кріпс (1963—1970)
- Сейдзі Одзава (1970—1977)
- Едо де Варт (1977—1985)
- Герберт Блумстедт (1985—1995)
- Майкл Тілсон Томас (1995—2020)
- Еса-Пекка Салонен (з 2020)